# Aonセンター
Aonセンター（Aon Center、エーオン・センター）は、アメリカ合衆国イリノイ州シカゴ市にある超高層ビルである。“アモコビル”ともよばれる。エドワード・ダレル・ストーンの設計で、1970年に着工し1972年に完成したモダニズム建築で、83階建て・高さ346.3mのビルはウィリス・タワー（旧シアーズ・タワー）およびトランプ・インターナショナル・ホテル・アンド・タワーに次ぎシカゴで三番目に高い超高層ビルとなっている。アメリカではエンパイア・ステート・ビルに次ぐ四番目の高さのビル、世界では14番目に高いビルである（2007年現在）。オフィス専用ビルとなっており、一般の人は地下を除き、入場できない。ニューヨーク世界貿易センタービルの高さを低くしたような形になっている。
ビル完成当時の名称は「スタンダード・オイル・ビルディング（Standard Oil Building）」で、「ビッグ・スタン（Big Stan）」の愛称で呼ばれたが、アモコへの社名変更で1985年から「アモコ・ビルディング（Amoco Building）」となった。1998年にアモコはブラックストーン・グループへビルを売却し、翌1999年にこのビルに本社を置くことになる保険会社エーオン（Aon）にちなんでAonセンターと改名された。しかし頻繁な改名のため、市民の間ではいまだに「ビッグ・スタン」「アモコビル」と呼ばれる。
現在は世界有数の保険会社・リスクマネジメント会社、エーオンが本社を置き、最大のテナントとなっている。エーオンは、アモコを合併しその一部門とした石油大手BPとサブリース契約を結んでおり、エーオンがさらに多くの会社にオフィスを賃貸している。
このビルは当初、総大理石張りのビルであったが、風の強いシカゴの過酷な気候のため、イタリアのカッラーラ産の大理石が剥落するようになった。このため、1990年から1992年にかけて、新築当時の工費の半分を掛けてすべて白花崗岩に張り替えるはめになった。ビルは鋼鉄チューブ構造を採用しており、外周部にめぐらされたV字型の断面の柱が建物を支えている。この形状の柱により耐震性能の向上や、揺れと曲がりの軽減を実現し、あわせてチューブ構造の採用でビルのオフィス部分から邪魔な柱を減らすことにも成功した。